# Alexandar Deltschew
Alexandar Deltschew (bulgarisch Александър Делчев; beim Weltschachbund FIDE Aleksander Delchev; * 15. Juli 1971 in Sofia) ist ein bulgarischer Schachspieler und -trainer, der seit Juli 2024 für den serbischen Schachverband spielt.

## Leben
Das Schachspielen lernte er in der Lewski-Schachschule unter dem Lehrer C. Nikolov. Als Schachlehrer unterrichtet er im kroatischen Verein Casper Zadar und in der spanischen Olalachess Academy. Er ist verheiratet mit der bulgarischen Frauengroßmeisterin Emilija Dschingarowa.

## Erfolge
Alexandar Deltschew gewann zweimal die bulgarische Juniorenmeisterschaft (1989 und 1990) und dreimal die bulgarische Einzelmeisterschaft: 1994 und 1996 in Sofia sowie 2001 in Zarewo. Bei der Schachweltmeisterschaft 2001 in Moskau warf er in der ersten Runde Gennadij Timoščenko, in der zweiten Runde Alexander Beliavsky aus dem Turnier, schied jedoch in der dritten Runde gegen Boris Gelfand aus. Drei Jahre später bei der WM in Tripolis besiegte er in der ersten Runde Alexander Galkin und schied in der zweiten Runde gegen Wesselin Topalow aus. Turniere gewann er zum Beispiel 1997 in Benasque, 2001 in Cullera in der Provinz Valencia, Nizza und Caen, 2002 in Teramo und Saint-Affrique, 2003 in Bošnjaci, Ljubljana, Subotica, Porto San Giorgio in der Provinz Ascoli Piceno, Albacete und Genua, 2004/05 in Reggio nell’Emilia, 2005 in Navalmoral de la Mata in der Provinz Cáceres und Bad Wiessee, 2006 in Thorigny im Département Vendée und Balaguer, 2007 in Badalona, Lleida, Tarragona und Zadar, 2008 in Sort und 2013 erneut in Bad Wiessee.
Mit der bulgarischen Nationalmannschaft nahm er zwischen 1994 und 2012 an acht Schacholympiaden teil mit einem Gesamtergebnis von 53 Punkten aus 82 Partien (+36 =34 −12), wobei er bei der Schacholympiade 2008 eine individuelle Silbermedaille für sein Ergebnis von 8 Punkten aus 9 Partien am vierten Brett verliehen bekam. Bei der Schacholympiade 2018 in Batumi ist er Kapitän der sudanesischen Nationalmannschaft. Zwischen 1999 und 2011 spielte er bei sechs Mannschaftseuropameisterschaften mit einem Ergebnis von 29,5 aus 49 (+17 =25 −7), wobei er 2007 in Iraklio eine individuelle Bronzemedaille für sein Ergebnis von 5,5 aus 8 am vierten Brett erhielt.
1987 erhielt er den Titel Internationaler Meister, seit 1998 ist er Großmeister. Seit 2016 trägt er den Titel FIDE Senior Trainer. Die bisher höchste Elo-Zahl Alexandar Deltschews war 2669 im Oktober 2005. Er lag damals auf dem 36. Platz der FIDE-Weltrangliste.

## Verein
Vereinsschach spielte er in bulgarischen (für Lokomotive Plowdiw und Naiden Woinow, mit denen er zweimal am European Club Cup teilnahm), kroatischen (für Casper Zadar), französischen (bis 2006 für den Club de Echiquier Niçois, von 2007 bis 2013 für den Club de Marseille Echecs, mit dem er in der Saison 2010/11 Mannschaftsmeister wurde), serbisch-montenegrinischen, rumänischen, spanischen (für CA Solvay, mit dem er 2015 Meister wurde), mazedonischen (für den SK Alkaloid Skopje, mit dem er auch 2006 am European Club Cup teilnahm), katalanischen (für Balaguer), deutschen (für den SV Deggendorf), israelischen und kosovarischen (für KSH Expik Prishtinë, Teilnahme am European Club Cup 2015) Ligen. In der Schweizer Bundesliga spielt Deltschew seit der Saison 2015/16 für Cercle d'échecs de Nyon.

## Veröffentlichungen
- The Safest Sicilian: A Black Repertoire with 1. e4 c5 2. Nf3 e6. Chess Stars Publishing, Sofia 2006, ISBN 954-8782-45-6.
  - Gemeinsam mit dem langjährigen bulgarischen Nationaltrainer IM Semko Semkow. Eine überarbeitete Neuauflage erschien 2008 im selben Verlag.
- The Safest Grünfeld. Chess Stars Publishing, Sofia 2011, ISBN 978-954-8782-81-4.
  - Gemeinsam mit dem schwedischen GM Evgeny Agrest. Eine überarbeitete Neuauflage erschien von Alexandar Deltschew als Einzelautor 2019 im selben Verlag unter dem Titel The Safest Grünfeld Reloaded.
- The Modern Reti: An Anti-Slav Repertoire. Chess Stars Publishing. Sofia 2012, ISBN 978-954-8782-87-6.
- The Most Flexible Sicilian: A Repertoire based on 1.e4 c5 2.Nf3 e6. Chess Stars Publishing. Sofia 2014, ISBN 978-954-8782-97-5.
  - Gemeinsam mit Semko Semkow.
- Understanding the Queen's Gambit Accepted: A Black Repertoire. Chess Stars Publishing, Sofia 2015, ISBN 978-619-7188-05-9.
  - Gemeinsam mit Semko Semkow.
- Attacking the English/Reti: An Active Repertoire for Black. Chess Stars Publishing, Sofia 2016, ISBN 978-619-7188-09-7.
  - Gemeinsam mit Semko Semkow.
- Bc4 against the Open Games. Chess Stars Publishing, Sofia 2018, ISBN 978-619-7188-17-2.